# 1,2-Zentimeter-Band
Als 1,2-Zentimeter-Band bezeichnet man den Frequenzbereich von 24,000 GHz bis 24,250 GHz. Er liegt im Mikrowellenspektrum. Der Name leitet sich von der Wellenlänge dieses Frequenzbereiches ab.

## 1,2-Zentimeter-Amateurband

### Bandplan
Der Amateurfunk-Bandplan sieht wie folgt aus:
| Frequenzbereich   | Nutzung                                                                                   |
| ----------------- | ----------------------------------------------------------------------------------------- |
| 24,000–24,048 GHz | alle Betriebsarten                                                                        |
| 24,048–24,050 GHz | Amateurfunksatelliten und Schmalband, Aktivitätszentrum Schmalband 24.048,200 MHz         |
| 24,050–24,100 GHz | alle Betriebsarten (primär zugeordnet)                                                    |
| 24,100–24,250 GHz | alle Betriebsarten (sekundär zugeordnet), Frequenz für Breitband-Equipment 24.125,000 MHz |